# I porci hanno le ali
I porci hanno le ali (titolo originale: Pigs Have Wings) è un romanzo umoristico di P. G. Wodehouse del 1952.

## Storia editoriale
I porci hanno le ali fu scritto negli Stati Uniti. Terminato nel 1951, fu pubblicato dapprima in sei puntate sul settimanale statunitense Collier tra il 16 agosto e il 20 settembre 1952, illustrato da Robert Fawcett. Fu pubblicato in volume, il 16 ottobre 1952 dall'editore Doubleday & Company di New York e il 31 ottobre 1952 dall'editore Herbert Jenkins di Londra. I testi dei due volumi, statunitense e britannico, sono identici, fatta eccezione per il resoconto in prosa poetica della terza vittoria dell'Imperatrice di Blandings, alla fine del romanzo, che nel volume statunitense è accorciato rispetto al volume londinese. Le differenze fra il testo pubblicato sulla rivista e quello dei volumi sono molto numerose, ma di secondaria importanza: mancano i nomi di alcuni personaggi secondari, le citazioni bibliche sono meno numerose.
Il romanzo è stato tradotto in italiano da Adriana Motti e pubblicato la prima volta già nel 1953. Adriana Motti è stata una traduttrice molto apprezzata; le sue traduzioni erano spesso poco fedeli, ma il suo italiano era eccellente ed è stata la più prolifica traduttrice di Wodehouse: 14 volumi. La traduzione in italiano di Porci hanno le ali della Motti è stata ristampata più volte dalla Federico Elmo e utilizzata anche da altri due editori (Guanda e Tea).

## Trama
Gally e il maggiordomo Beach hanno scommesso tutti i loro risparmi sulla terza vittoria consecutiva dell'Imperatrice di Blandings, l'enorme scrofa di Lord Emsworth, al concorso indetto dalla sezione "Suini grassi" dell'annuale "Mostra Agricola dello Shropshire". Gally apprende però che Sir Gregory Parsloe, signore di Matchingham Hall e rivale di Lord Emsworth, per contrastare la vittoria dell'Imperatrice, dopo aver sottratto a Lord Emsworth l'esperto porcaro George Cyril Wellbeloved, ha acquistato nel Kent, con un procedimento per Gally eticamente discutibile, anche una scrofa straordinariamente grassa denominata "Regina di Matchingham".
Gally scopre inoltre che Monica Simmons, la nuova porcara di Lord Emsworth, è cugina di Sir Gregory. Gally e Lord Emsworth sono certi che Sir Gregory, per favorire la vittoria della sua Regina, proverà anche a minare la salute dell'Imperatrice. Giunge al castello Penny Donaldson, sorella minore di Aggie (la moglie di Freddie Threepwood, il figlio minore di Lord Emsworth). Lady Constance desidera che Penny sposi Orlo, Lord Vosper, bello, serio, ricco, amante del tennis; Penny però è innamorata di Jerry Vail, uno squattrinato scrittore di romanzi gialli, il quale però spera di raggranellare almeno 2000 sterline per rilevare un centro benessere. Il corpulento Sir Gregory è attualmente fidanzato con l'affascinante tennista Gloria Salt, la quale gli ha ordinato però di mettersi a dieta. Gloria Salt presenta Jerry Vail (che, per inciso, un tempo era stato anche un suo fidanzato) come nuovo segretario a Lord Emsworth.
Binstead, il maggiordomo di Sir Gregory, è stato visto acquistare alla farmacia di Bulstrode a Market Blandings una mezza dozzina di bottiglie di "Smagrina", un nuovo preparato per perdere di peso. Gally è convinto che il farmaco sarà utilizzato per far perdere peso all'Imperatrice e decide di passare al contrattacco istituendo una task force con Penny e Beach. Viene assunta come detective Maudie Stubbs, una nipote di Beach che ha ereditato dal defunto marito un'agenzia investigativa, perché vigili sulla salute dell'Imperatrice. Maudie sarà infiltrata a Blandings come Mrs. Maudie Bunbury, amica di Mr. Donaldson, il milionario americano produttore di famosi biscotti per cane, suocero di Freddie Threepwood (e padre di Penny). Lord Emsworth si innamora però della signora Bunbury e le invia per lettera una proposta scritta di matrimonio; Lord Emsworth ordina però a Jerry di recuperare la lettera dopo aver appreso da Gally che la signora Bunbury è nipote di Beach − e, in caso di matrimonio, Lord Emsworth dovrebbe chiamare "zio Sebastian" il proprio maggiordomo!
Si riformano vecchie coppie. Dopo che Jerry ha recuperato la compromettente lettera, Lord Emsworth lo compensa con un assegno di 2.000 sterline necessario per acquistare il Centro benessere e sposare Penny. Orlo Vosper e Gloria Salt, già fidanzati in passato, ritornano nuovamente insieme per costituire un doppio misto tennistico anche nella vita. Anche Sir Gregory ritrova un vecchio amore: Maudie Beach vedova Stubbs che in gioventù era stata barista all'elegante "Criterion" col nome d'arte di Maudie Montrose ed era stata in procinto di sposarsi col giovane "Bombolo" Parsloe; il matrimonio era sfumato per un disguido e i due si erano persi di vista. Maudie diventerà la nuova Lady Parsloe e fisserà la sua politica matrimoniale sul principio che la strada per giungere al cuore passa per lo stomaco: niente più diete dimagranti per Sir Gregory!
Intanto a Blandings si organizza il rapimento della Regina di Matchingham, e a Matchingham Hall Wellbeloved organizza il rapimento dell'Imperatrice di Blandings. L'intervento delle forze dell'ordine consigliano però di scambiare nuovamente i due animali. Beach, il quale era stato imprigionato per mezz'ora dalla polizia di Market Blandings perché accusato da Sir Gregory di furto di un suino, accusa rivelatasi falsa dopo le indagini della polizia, riceve un risarcimento di 500 sterline da Lady Constance preoccupata che il maggiordomo possa denunciare per calunnia un baronetto. La Regina di Matchingham ingerisce per errore sei bottiglie di "Smagrina" favorendo così la vittoria dell'Imperatrice per la terza volta consecutiva. Il giornale locale celebra l'evento con versi alati.

## Personaggi
(in ordine di apparizione)
Sebastian Beachmaggiordomo a Blandings, zio di Maudie
Lord Clarence EmsworthIX conte di Emsworth, sessantenne, distratto, trasandato; si innamora di Maudie, ama l'Imperatrice di Blandings
Lady Constance Keeble (Connie)sorella autoritaria di Lord Emsworth, vedova di Joseph Keeble
Sir Gregory Parsloe-ParsloeVII baronetto di Matchingham; obeso, risiede a Matchingham Hall nel villaggio di Matchingham Much; rivale di Lord Emsworth nell'allevamento dei maiali, detestato da Gally, apprezzato da Connie, mancato sposo in gioventù con Maudie Montrose, è fidanzato con la tennista salutista Gloria Salt
Imperatrice di Blandingsscrofa nera del Berkshire di proprietà di Lord Emsworth; in gara con più bei maiali d'Inghilterra al concorso della sezione "Suini grassi" alla annuale Mostra Agricola dello Shropshire, che peraltro ha già vinto negli ultimi due anni
Orgoglio di Matchinghammaiale grasso di proprietà di Sir Gregory Parsloe, rivale dell'Imperatrice
George Cyril Wellbelovedporcaro di Sir Gregory, in precedenza al servizio di Lord Emsworth, amante dell'alcol
Hon. Galahad Threepwood (Gally)figlio cadetto dell'ottavo Lord Emsworth, fratello di Clarence, cinquantasettenne, elegante, affabile, di aspetto giovanile, scapolo, gode di ottima salute nonostante la vita decisamente dissipata a cui si è dedicato fin dalla gioventù
Penelope Donaldson (Penny)americana di piccola statura, snella, bionda, cognata di Freddie Threepwood (il figlio cadetto di Lord Emsworth), innamorata di Jerry
Lord Orlo Vosperricco, affascinante, già compagno di scuola di Jerry, già fidanzato di Gloria e di Penny, si riunisce finalmente con Gloria
Maudie Beach Montrose Digby Stubbs Bunburynipote di Beach, alla nascita quindi Maudie Beach; in gioventù barista del bar "Criterion" con lo pseudonimo di Maudie Montrose, mancata sposa di "Bombolo" (il corpulento Sir Gregory); proprietaria dell'agenzia investigativa "Digby & Stubbs" ereditata dal defunto marito Cedric Stubbs; somigliante parecchio a Mae West, si presenta a Blandings come Mrs Bunbury, amica di Mr. Donaldson (il suocero di Freddie, e padre di Penny); di lei si innamora anche Lord Emsworth
Monica Simmonsporcara di Lord Emsworth; figlia maggiore del vicario, cugina di Sir Gregory, è responsabile dell'alimentazione dell'Imperatrice
Herbert Binsteadmaggiordomo di Sir Gregory
Gerald Anstruther Vail (Jerry)squattrinato scrittore di romanzi polizieschi, innamorato di Penny, ex fidanzato di Gloria Salt, vorrebbe aprire un centro benessere; suo zio Plug Basham è un caro amico di Gally
Lady Dora Garlandsorella di Lord Emsworth
Regina di Matchinghamnuova scrofa straordinariamente grassa di proprietà di Sir Gregory, importata da una fattoria del Kent
Gloria Saltcampionessa di tennis, fidanzata in passato con Jerry e con Orlo, fidanzata all'inizio del romanzo con Sir Gregory; ritornerà alla fine del romanzo a Orlo
Bulstrodefarmacista a Market Blandings
Riggsmaggiordomo di Lady Dora
Jno Robinsontassista a Market Blandings
Alfred Voulesautista di Lord Emsworth
Lancelot Cooperagente di compravendita a Market Blandings
Agente Evanspoliziotto di Market Blandings
G. Ovensproprietario della frequentata taverna "Stemma di Emsworth", padre di Percy Pirbright (ex porcaro di Lord Emsworth).

## Critica
È il settimo romanzo della "Saga del castello di Blandings" e il terzo dedicato alla rivalità tra Lord Emsworth e il suo vicino Sir Gregory Parsloe-Parsloe di Matchingham Hall nel campo dell'allevamento suino dopo Lampi d'estate, pubblicato nel 1929, e Aria di tempesta pubblicato nel 1933. Il titolo è un verso della filastrocca "The sun was shining on the sea" contenuta nel quarto capitolo di Attraverso lo specchio e quel che Alice vi trovò di Lewis Carroll. La trama è molto intricata. Per il linguista Robert Anderson Hall, segno distintivo dello stile di Wodehouse e maggior fonte di ilarità è il linguaggio. Come in tutte le opere di Wodehouse, anche nei Porci hanno le ali i riferimenti alle grandi opere classiche e moderne e i riferimenti biblici sono molto numerosi.

## Edizioni

### In lingua originale
- (EN) Pigs Have Wings, 1ª ed., New York, Doubleday & Co., 1952.
- (EN) Pigs Have Wings, London, Herbert Jenkins, 1952.
- (EN) Pigs Have Wings, collana Penguin books; 1170, Harmondsworth etc., Penguin books, 1957.

### In italiano
- I porci hanno le ali, collana Moderna libreria straniera, traduzione di Adriana Motti, 1ª ed., Milano, F. Elmo, 1953.
- I porci hanno le ali, collana Narratori della Fenice, traduzione di Adriana Motti, Parma, U. Guanda, 1994, ISBN 88-7746-557-3.
- I porci hanno le ali, collana TEAdue; 865, traduzione di Adriana Motti, Milano, TEA, 2001, ISBN 88-7818-895-6.